# Tito Silva
Tito Emanuel Andrade Silva (sinh ngày 10 tháng 5 năm 1986) là một cầu thủ bóng đá người Bồ Đào Nha thi đấu cho Camacha.

## Sự nghiệp câu lạc bộ
Anh ra mắt chuyên nghiệp tại Giải bóng đá vô địch quốc gia Bồ Đào Nha cho Marítimo vào ngày 11 tháng 1 năm 2008, when he came on as a half-time substitute cho Wênio in a 1-3 loss to Paços de Ferreira.